# Christiane Marchello-Nizia
Christiane Marchello-Nizia, née le 16 octobre 1941 à Nantua, est une linguiste et médiéviste française.

## Biographie
Normalienne sévrienne, agrégée de lettres modernes, docteure ès lettres (1975) et en linguistique (1982), elle est élue maîtresse-assistante de Robert-Léon Wagner à la Sorbonne de 1966 à 1970. En 1970, elle entre à l’École normale supérieure de Fontenay-aux-Roses (déménagée à Lyon en 2000), et y est élue en 1985 professeure des universités.
Christiane Marchello-Nizia assume la direction de l’Institut universitaire de France à sa fondation en 1991 jusqu'en 1993, puis de 1997 à 2000. Elle en est également membre entre 1994 et 2004. De 2002 à 2006, elle dirige l'Institut de linguistique française (CNRS). En 2006, elle est élue professeure émérite à l’ENS de Lyon. 
Depuis 2009, elle est membre du Conseil pour le développement des humanités et des sciences sociales. Son activité internationale est rendue visible par ses nombreux séjours comme chercheuse ou professeure invitée.

## Travaux
Ses travaux portent sur l'évolution des langues naturelles, l'histoire du français et la syntaxe historique du français médiéval. 
Elle a co-dirigé l'ouvrage Grande grammaire historique du français, paru aux éditions De Gruyter en 2020. 

## Hommages et distinctions
Membre de l'Académie finlandaise des sciences.
- Doctorat honoris causa de l'université d'Helsinki en 2003[9] ;

- Officière de la Légion d'honneur Elle est faite chevalière le 8 avril 1998[10], et promue officière le 12 juillet 2013[11] ;
- Officière de l'ordre des Palmes académiques[12]
- En 2021 elle obtient le Prix Honoré Chavée[13].

## Publications
- La langue française aux XIVe et XVe siècles, Bordas, 1979
- Philippe de Beaumanoir, La Manekine, roman du XIIIe siècle, traduction et présentation, Stock 1980
- Thibaut, Le roman de la Poire, édition scientifique, SATF, 1984
- Dire le vrai : l'adverbe « si » en français médiéval. Essai de linguistique historique, Publications romanes et françaises CLXVIII, Genève, Droz, 1985
- Le français en diachronie, douze siècles d’évolution, Ophrys, 1999
- L’évolution du français : ordre des mots, démonstratifs, accent tonique, Armand Colin, 2000
- Grammaticalisation et changement linguistique, Bruxelles, Duculot de Boeck, 2006

### En collaboration
- Littératures de l'Europe médiévale, en coll. avec Michèle Gally Magnard (1985)
- Tristan et Yseult, les premières versions européennes, direction, avec la collaboration de onze spécialistes des versions européennes, Gallimard (bibliothèque de la Pléiade), 1995
- Histoire de la langue française, en coll. avec Jacqueline Picoche, Nathan, 1998
- Vocabulaire d’ancien français, en coll. avec Magali Rouquier, Armand Colin, 2007
- Études sur le changement linguistique en français, en coll. avec Bernard Combettes, Publications de l'Université de Nancy, 2007[14]
- Grande Grammaire historique du français (GGHF), en coll. avec Bernard Combettes, Sophie Prévost, Tobias Scheer, De Gruyter-Mouton, 2 vol., 2020